# باشگاه فوتبال دینامو کی‌یف

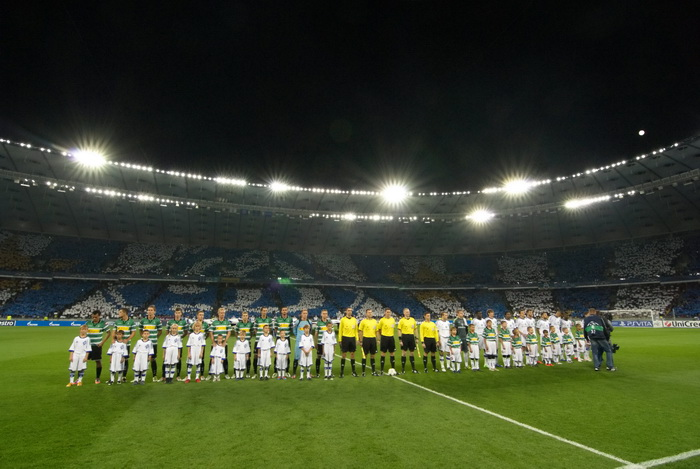
هواداران باشگاه فوتبال دینامو کیف

باشگاه فوتبال دینامو کی‌یف (به اوکراینی: ФК Динамо Київ) یک باشگاه فوتبال در شهر کی‌یف در اوکراین می‌باشد که در لیگ برتر فوتبال اوکراین بازی می‌کند.
این باشگاه در تاریخ ۱۳ مه ۱۹۲۷ تأسیس شده است.

## نشان‌واره

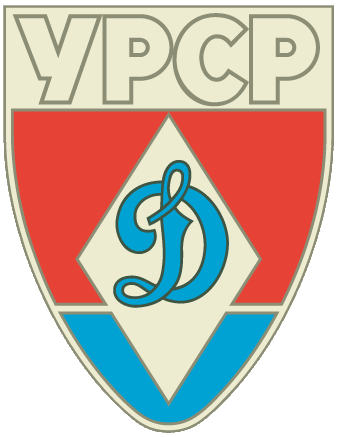
۱۹۷۲-۱۹۸۹
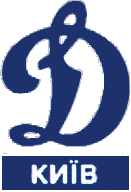
۱۹۸۹-۱۹۹۶
دو ستاره بالای نشان‌واره باشگاه بخاطر قهرمانی‌ها در لیگ کشوری